# Mjösjön, Närke
Mjösjön är en sjö i Lekebergs kommun i Närke och ingår i Norrströms huvudavrinningsområde. Sjön har en area på 0,126 kvadratkilometer och ligger 156,8 meter över havet. Sjön avvattnas av vattendraget Lillån.

## Delavrinningsområde
Mjösjön ingår i det delavrinningsområde (656300-143286) som SMHI kallar för Utloppet av Multen. Medelhöjden är 156 meter över havet och ytan är 31,31 kvadratkilometer. Det finns inga avrinningsområden uppströms utan avrinningsområdet är högsta punkten. Lillån som avvattnar avrinningsområdet har biflödesordning 2, vilket innebär att vattnet flödar genom totalt 2 vattendrag innan det når havet efter 262 kilometer. Avrinningsområdet består mestadels av skog (75 procent). Avrinningsområdet har 4,73 kvadratkilometer vattenytor vilket ger det en sjöprocent på 15,1 procent.